# Ochropleura
Ochropleura é um gênero de traça pertencente à família Arctiidae.